# Babiloni szomorúfűz
A babiloni szomorúfűz (Salix babylonica) a Malpighiales rendjébe, ezen belül a fűzfafélék (Salicaceae) családjába tartozó faj.

## Előfordulása
A babiloni szomorúfűz kelet-ázsiai növény, hazája Kína és Japán (az eredeti elterjedési terület nyugati határa Kelet-Turkesztánban van). Dísznövényként az egész világon megtalálható. Feltűnő, sajátos növekedési formája miatt a parkok és kertek kedvelt díszfája. Európában csak a termős alakot ültetik, szaporítása dugványozással lehetséges. A babiloni szomorúfűz kevésbé bírja a telet, mint a japán szomorúfűz (Salix elegantissima), ezért hidegebb vidékeken parkfának az utóbbi alkalmasabb. Gyakran a két ázsiai fűznek a fehér fűzzel (Salix alba), a törékeny fűzzel (Salix fragilis), a babérfűzzel (Salix pentandra) és a kecskefűzzel (Salix caprea) képzett hibridjeit ültetik. Nálunk a leggyakrabban ültetett „szomorúfűz” a fehér fűz „Tristis” fajtája (Salix alba Vitellina-Tristis). Hosszú, sárga hajtásai a földig lecsüngnek. Porzós alak.

## Megjelenése
A babiloni szomorúfűz közepesen nagy termetű, 10-20 méter magas, lombhullató fa, egyenes törzzsel és vékony, feltűnő hosszan lecsüngő hajtásokkal. Koronája igen széles és kerekded. Vesszői csak fiatal korban szőrösek, sárgászöldek, a napos oldalon megvörösödnek. Levelei rövid nyelűek, 10-17 centiméter hosszúak, mintegy 2,5 centiméter szélesek, lándzsásak vagy szálas lándzsásak, hosszan kihegyezettek, ékvállúak, szélükön éles, szálkás fűrészfogakkal. Fiatalon gyéren selymes szőrűek, később lekopaszodók, némileg fénylők, felül világos-, alul szürkészöldek, kifejezett érhálózattal, hervadáskor barnára színeződnek. A pálhák hiányoznak vagy korán lehullanak, lándzsa vagy sarló alakúak. Kétlaki növény. A virágzatok a levelekkel egy időben jelennek meg. A porzós barkák keskeny hengeresek, legfeljebb 6 centiméter hosszúak, a porzók száma 2. A termős barkák valamivel rövidebbek. A magház kopasz, vastag, oldalra hajló bibével, a nőivarú virágok csak egy nektármiriggyel rendelkeznek.

## Életmódja
A babiloni szomorúfűz folyóvizek mentén, nyirkos, laza talajokon fordul elő.
A virágzási ideje március–április között van.

## Felhasználhatósága
A népi gyógyászatban a babiloni szomorúfűz leveléből és kérgéből lázcsillapító forrázatot készítenek.
A fa vesszőiből kosarakat és székeket fonnak.

## Képek

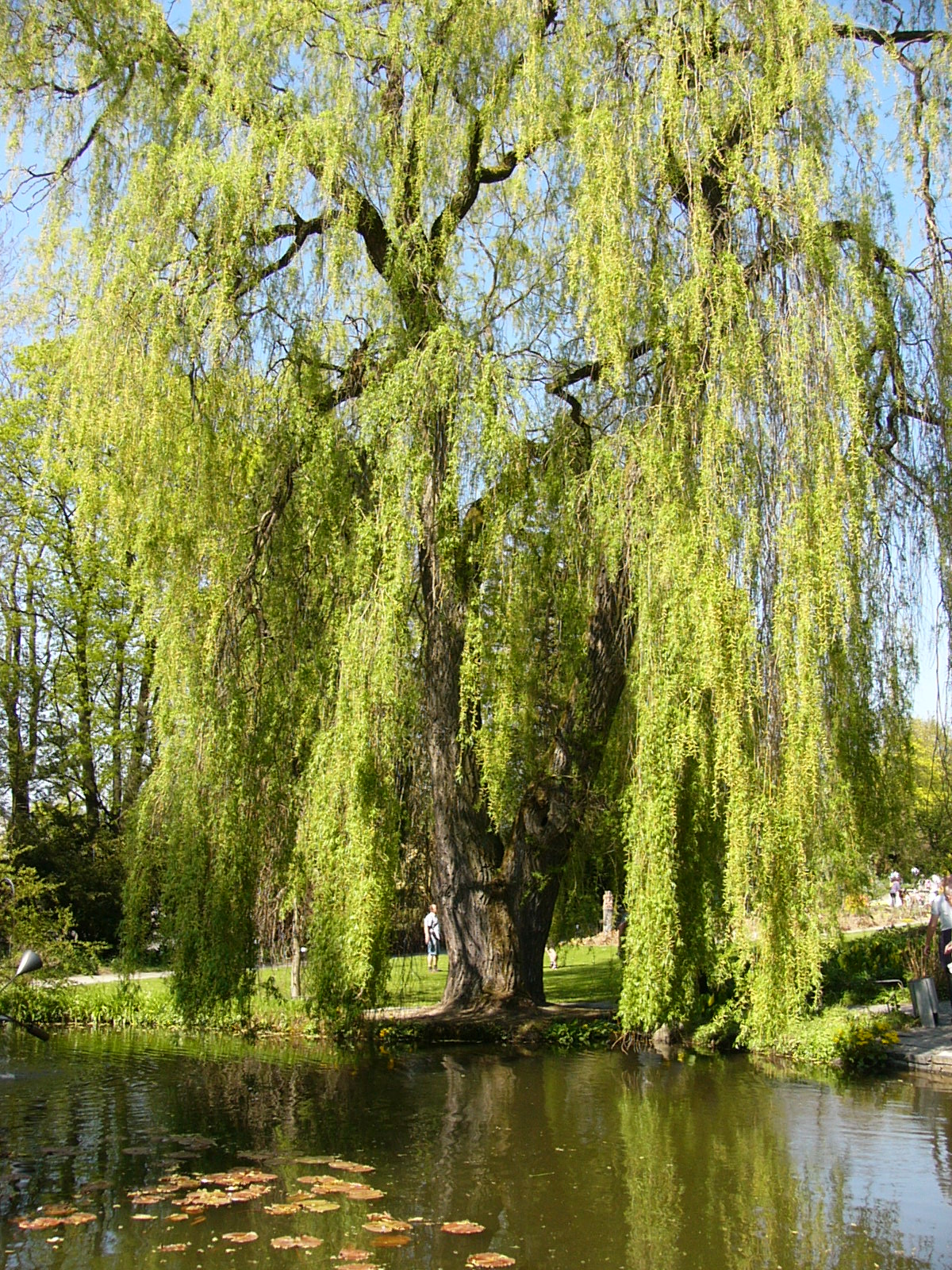
A fa nyáron
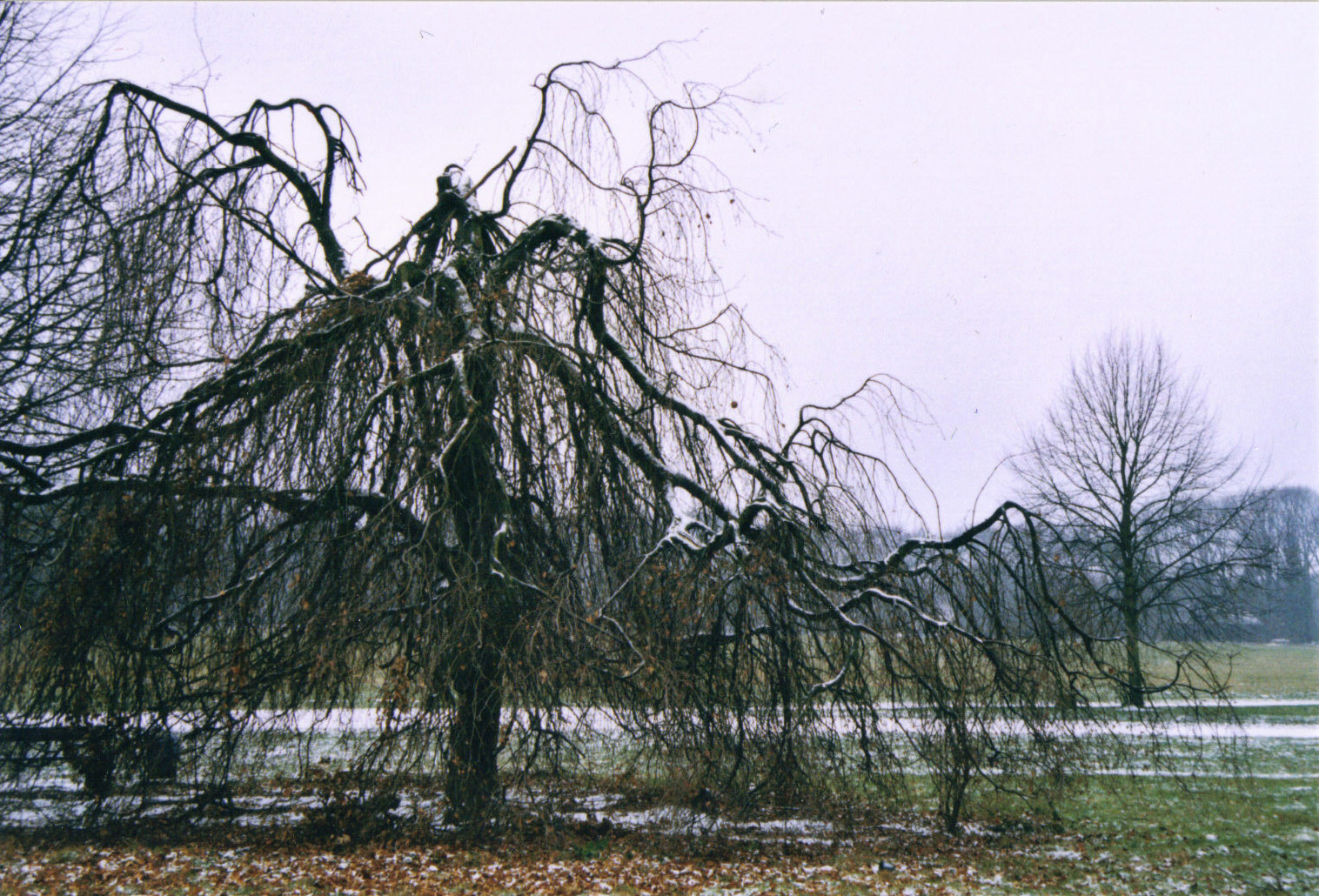
és télen
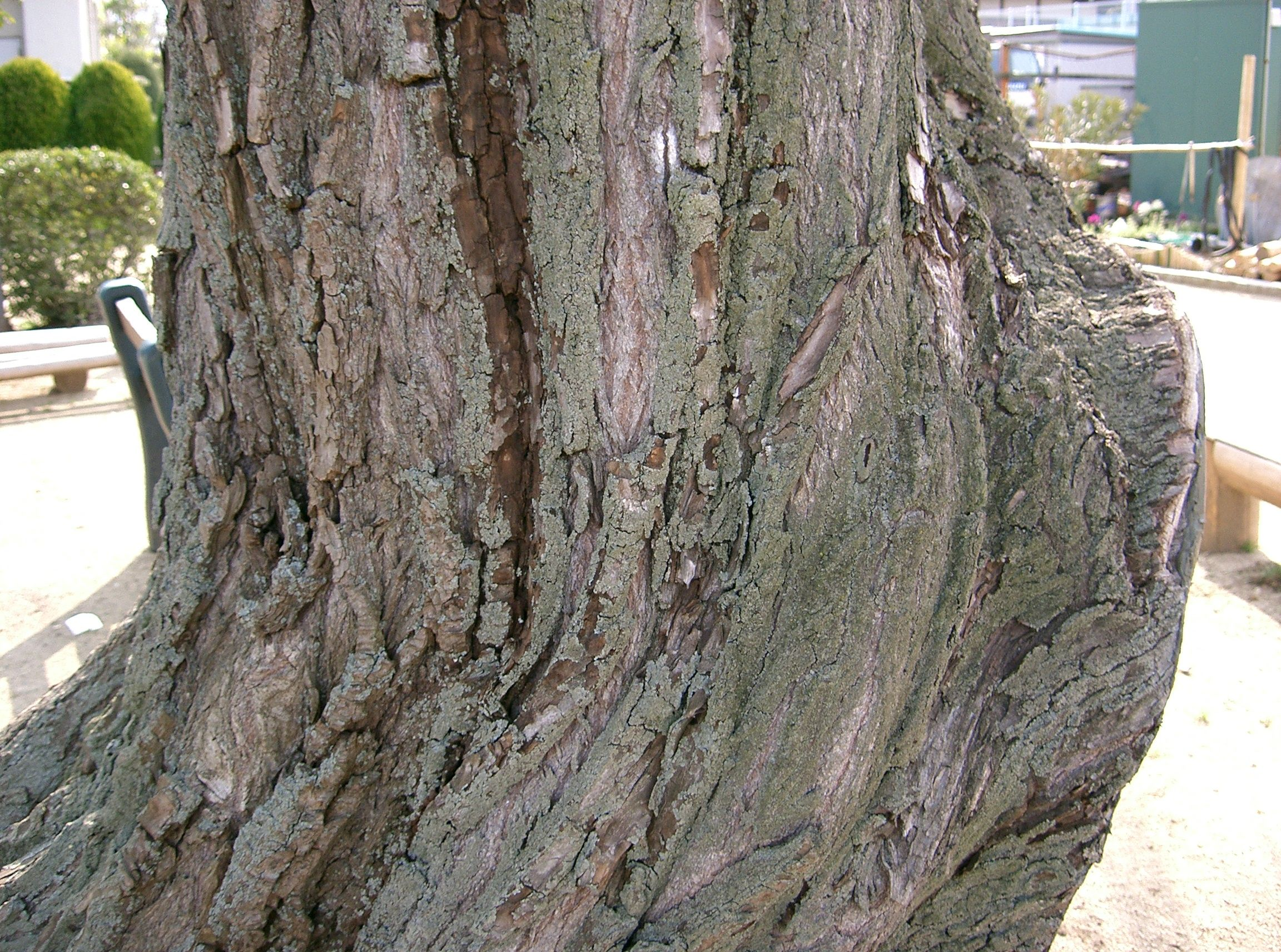
kérge
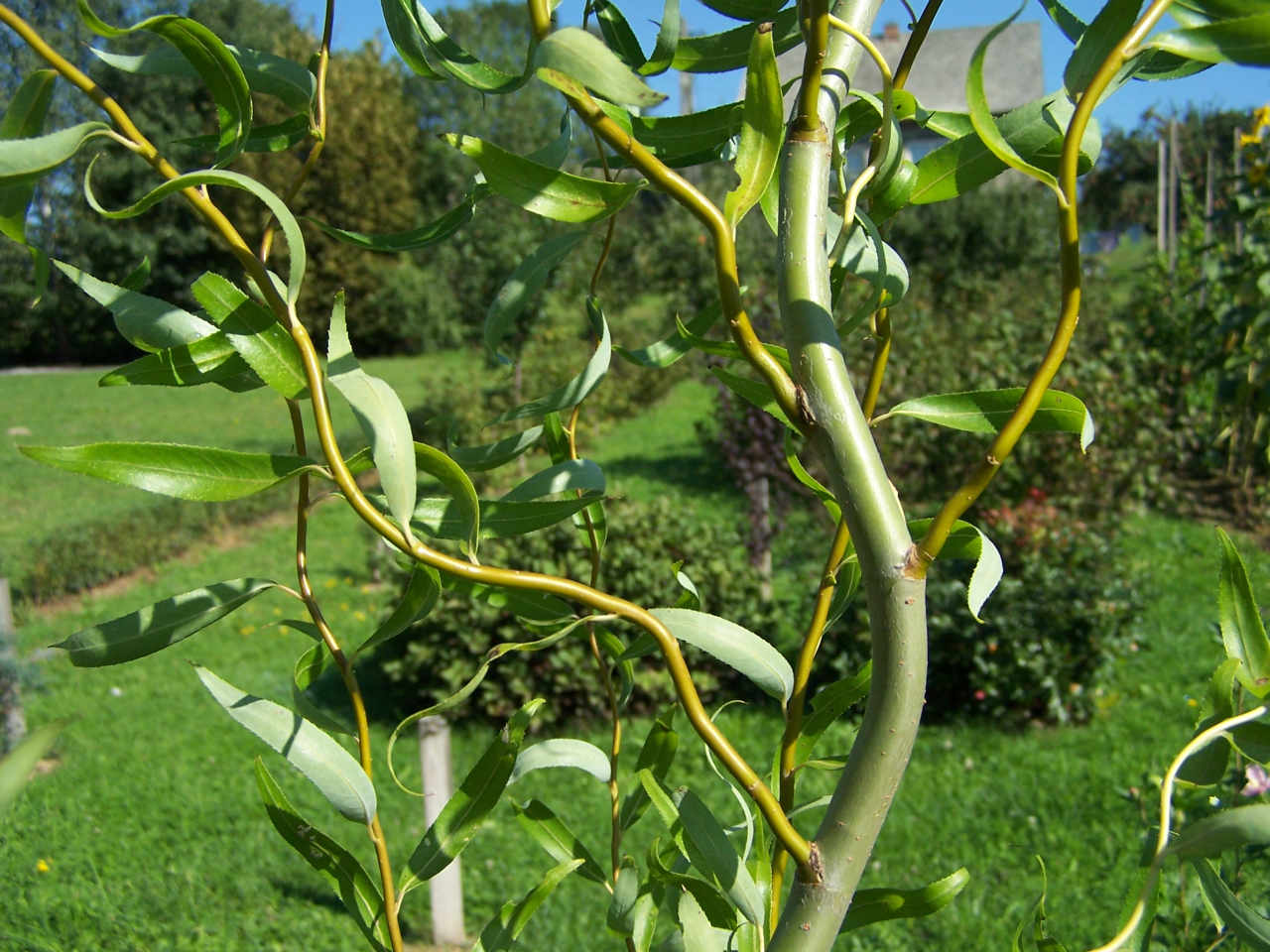
levelei
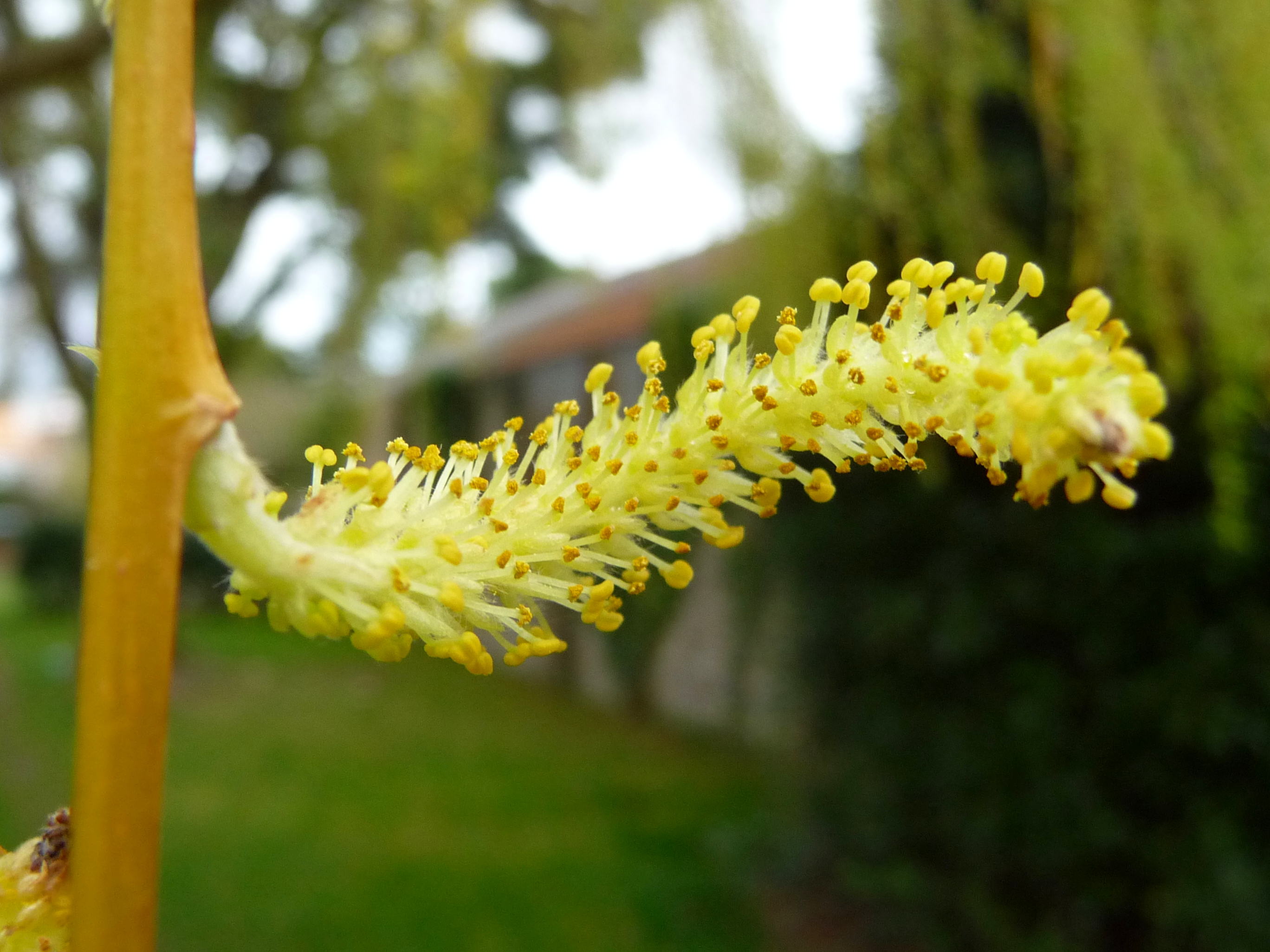
barkája
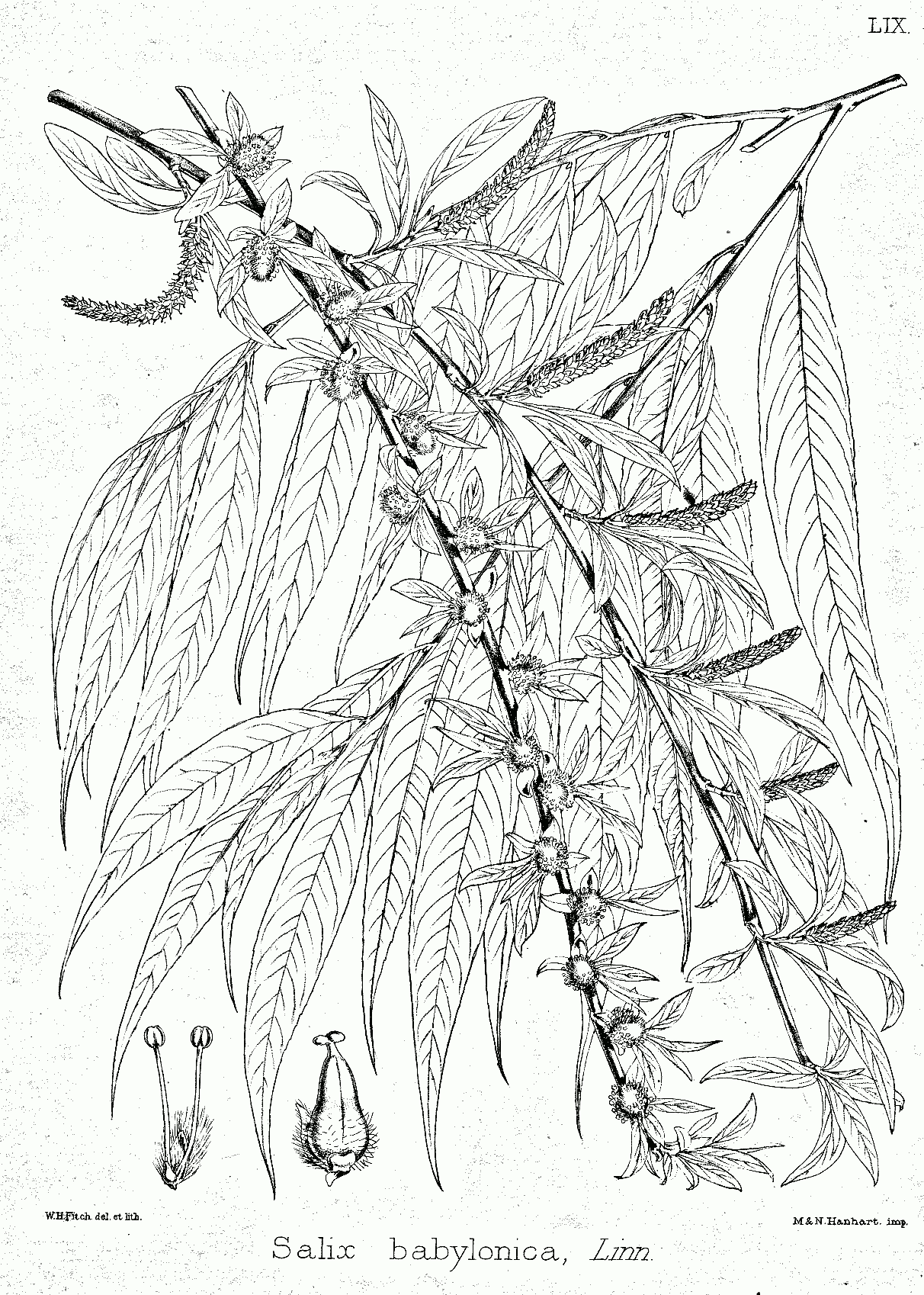
Rajz a levelekről és barkákról